# Фритьоф Нильссон Пиратен
Фритьоф Нильссон Пиратен (настоящее имя Нильс Фритьоф Адам Нильссон; швед. Fritiof Nilsson Piraten; 4 декабря 1895 Сконе, Швеция — 31 января 1972 Мальмё,  Швеция) — шведский писатель
-сатирик. Лауреат премии Доблоуга (1965).

## Биография
Окончил Лундский университет. Работал юристом.

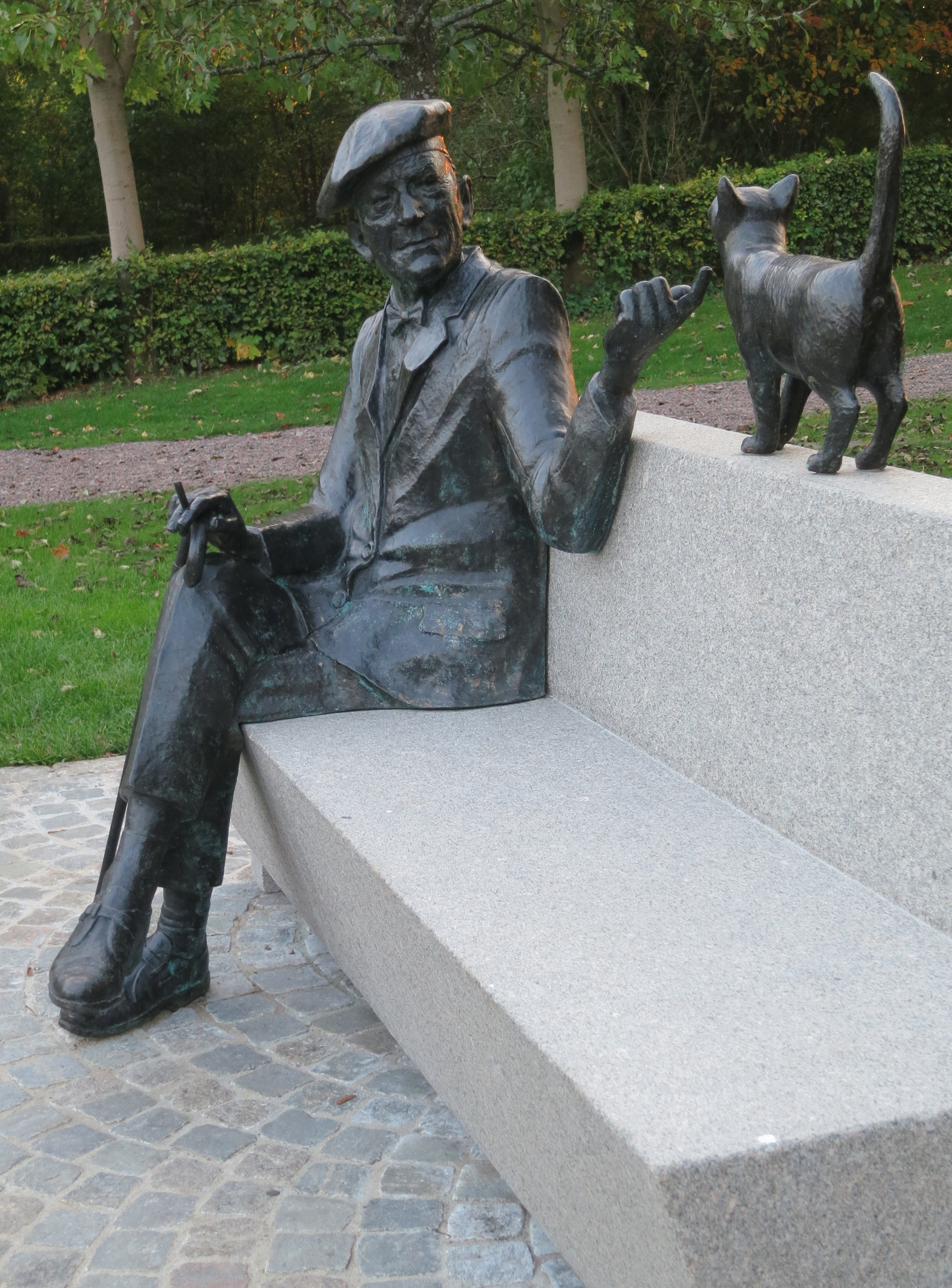
Памятник писателю в :en:Vollsjö

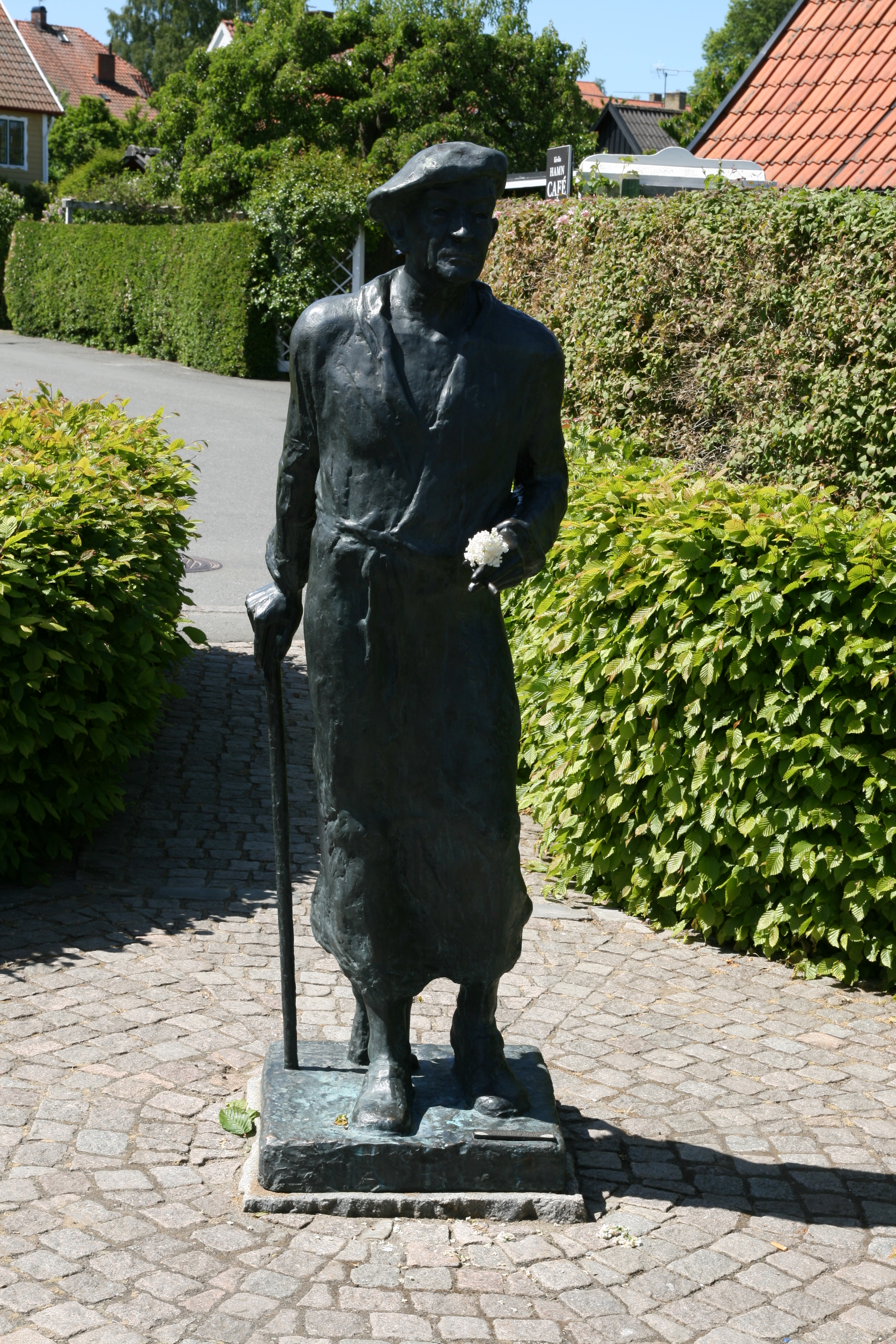
Памятник писателю в Чивике

Первое опубликованное произведение писателя — «Bombi Bitt och jag» (1932) получило большую популярность, его часто сравнивали с «Гекльберри Финном» Марка Твена.
Нильссон был сатириком, но, помимо юмористических, в список его работ входят трагикомические произведения, среди которых  роман «Bokhandlaren som slutade bada» («Книготорговец, который перестал плавать»; 1937). Юмор в некоторых произведениях писателя сочетался с глубоким трагизмом.
Местом действия его книг нередко была шведская провинция Сконе.

## Избранная библиография
- Bombi Bitt och jag, 1932
- Bock i örtagård, роман, 1933
- Småländsk tragedi, 1936
- Bokhandlaren som slutade bada, роман, 1937
- Historier från Färs, 1940
- Tre terminer, роман, 1943
- I Österlen, 1953
- Vänner emellan, 1955
- Flickan med bibelspråken, 1959
- Millionären och andra historier, 1965
- Historier från Österlen, 1972
- Medaljerna, 1973
- Bombi Bitt och hans mor, 1974

## Награды и премии
- премия Доблоуга (1965)
- Главная премия Общества Девяти (1949)
- стипендия им. Густава Фрёдинга (1957)